# Liste der Monuments historiques im 20. Arrondissement (Paris)
Die Liste der Monuments historiques im 20. Arrondissement (Paris) führt die Monuments historiques im 20. Arrondissement der französischen Hauptstadt Paris auf.

## Liste der Bauwerke
| Bezeichnung                                                  | Beschreibung | Standort                                           | Kennzeichnung | Schutzstatus | Datum | Bild |
| ------------------------------------------------------------ | ------------ | -------------------------------------------------- | ------------- | ------------ | ----- | ---- |
| Bäckerei                                                     |              | place Henri-Krasucki (Lage)                        | PA00086778    | Inscrit      | 1984  |      |
| Kapelle des Friedhofs Père-Lachaise                          |              | Friedhof Père-Lachaise (Lage)                      | PA00086780    | Classé       | 1983  |      |
| Metzgerei                                                    |              | 108 rue de Bagnolet (Lage)                         | PA00086779    | Inscrit      | 1984  |      |
| Friedhof Charonne                                            |              | Boulevard de Charonne (Lage)                       | PA00086781    | Inscrit      | 1964  |      |
| Père-Lachaise                                                |              | (Lage)                                             | PA00086780    | Inscrit      | 1983  |      |
| Colombarium du Père-Lachaise                                 |              | Friedhof Père Lachaise (Lage)                      | PA00086780    | Inscrit      | 1995  |      |
| Crématorium du Père-Lachaise                                 |              | Friedhof Père Lachaise (Lage)                      | PA00086780    | Inscrit      | 1995  |      |
| Eaux de Belleville                                           |              | (Lage)                                             | PA75200003    | Classé       | 2006  |      |
| Métroeingang von Hector Guimard der Station Alexandre Dumas  |              | Boulevard de Charonne (Lage)                       | PA00086784    | Inscrit      | 2016  |      |
| Métroeingang von Hector Guimard der Station Avron            |              | Boulevard de Charonne (Lage)                       | PA00086785    | Inscrit      | 2016  |      |
| Métroeingang von Hector Guimard der Station Gambetta         |              | Place Martin-Nadaud (Lage)                         | PA00086786    | Inscrit      | 2016  |      |
| Métroeingang von Hector Guimard der Station Philippe Auguste |              | Boulevard de Charonne (Lage)                       | PA00086787    | Inscrit      | 2016  |      |
| Saint-Germain-de-Charonne                                    |              | 4 place Saint-Blaise (Lage)                        | PA00086782    | Classé       | 1923  |      |
| Saint-Jean-Bosco                                             |              | 77, 79 rue Alexandre-Dumas (Lage)                  | PA75200002    | Inscrit      | 2001  |      |
| Château de Bagnolet                                          |              | 146, 148 rue de Bagnolet (Lage)                    | PA00086783    | Inscrit      | 1928  |      |
| Monument d’Héloïse et Abélard                                |              | Friedhof Père Lachaise (Lage)                      | PA00086780    | Classé       | 1983  |      |
| Monument de Landry                                           |              | Friedhof Père Lachaise (Lage)                      | PA00086780    | Classé       | 1983  |      |
| Monument de Molière et La Fontaine                           |              | Friedhof Père Lachaise (Lage)                      | PA00086780    | Classé       | 1983  |      |
| Monument de Montanier                                        |              | Friedhof Père Lachaise (Lage)                      | PA00086780    | Classé       | 1983  |      |
| Monument aux morts du Père-Lachaise                          |              | Friedhof Père Lachaise (Lage)                      | PA00086780    | Classé       | 1983  |      |
| Monument funéraire d’Oscar Wilde                             |              | Friedhof Père Lachaise (Lage)                      | PA00086780    | Classé       | 1995  |      |
| Mur des Fédérés                                              |              | Friedhof Père Lachaise (Lage)                      | PA00086780    | Classé       | 1983  |      |
| Pavillon Pompadour                                           |              | 121 rue de Ménilmontant (Lage)                     | PA00086788    | Inscrit      | 1928  |      |
| Portal des Friedhofs Père Lachaise                           |              | (Lage)                                             | PA00086780    | Classé       | 1983  |      |
| Regard des Messiers                                          |              | 17 rue des Cascades (Lage)                         | PA75200003    | Classé       | 2006  |      |
| Regard des Petites-Rigoles                                   |              | 43 rue de l’Ermitage (Lage)                        | PA75200003    | Classé       | 2006  |      |
| Regard de la Roquette                                        |              | 38 rue de la Mare (Lage)                           | PA75200003    | Classé       | 2006  |      |
| Regard Saint-Martin                                          |              | 42 rue des Cascades (Lage)                         | PA75200003    | Classé       | 2006  |      |
| Regard des Cascades                                          |              | 84-91 rue des Cascades place Henri-Krasucki (Lage) | PA75200003    | Classé       | 2006  |      |
| Tombe de Bègue                                               |              | Friedhof von Charonne (Lage)                       | PA00086781    | Classé       | 1965  |      |
| Tombe Cartellier-Heim                                        |              | Friedhof Père Lachaise (Lage)                      | PA00086780    | Classé       | 1990  |      |
| Tombe de Frédéric Chopin                                     |              | Friedhof Père Lachaise (Lage)                      | PA00086780    | Classé       | 2008  |      |
| Tombe de Georges Guët                                        |              | Friedhof Père Lachaise (Lage)                      | PA00086780    | Classé       | 1995  |      |

## Liste der Objekte
- Monuments historiques (Objekte) in Paris in der Base Palissy des französischen Kultusministeriums